# Хат аль-машк

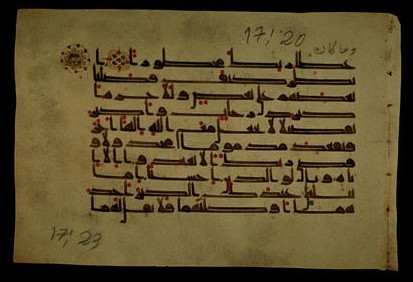
Сура Аль-Исра.

Хат аль-машк, почерк машк (араб. خط المشق‎ , от араб. مشق‎ — «вытягивать») — один из архаичных каллиграфических стилей арабского письма, характеризующийся горизонтальным удлинением некоторых букв. Появление почерка связывают со временем правления второго халифа Умар ибн аль-Хаттаба. В настоящее время машком называют отдельное явление удлинения букв.